# Casa de Piedra
Casa de Piedra est une localité rurale argentine située dans les départements de Puelén et Curacó, dans la province de La Pampa.

## Géographie
Elle est située à 378 kilomètres au sud-ouest de la capitale provinciale de Santa Rosa, sur la rive nord du río Colorado. On peut y accéder par la route nationale 152 et la route provinciale 34 depuis les localités de Colonia 25 de Mayo et Gobernador Duval, ou par la route provinciale 6 depuis la ville de General Roca dans la province de Río Negro. Elle est située dans le désert caractéristique de l'ouest de la province.

## Fondation
La loi no 2112 adoptée le 8 juillet 2004 a créé la commune de Casa de Piedra, en dehors des municipalités et des commissions de développement.

« Art. 1 : Il fut créé sur le territoire de la province de La Pampa, département de Puelén, la commune Casa de Piedra, qui sera organisée conformément aux dispositions de la Constitution de la province et de la loi organique des municipalités et des commissions de développement. »

La première étape de la fondation du village a été inaugurée le 30 novembre 2006, après la réalisation des travaux d'infrastructure de base et la création de l'Ente Comunal Casa de Piedra.
Le gouvernement provincial nomme un délégué communal à la tête de la commune.

## Galerie

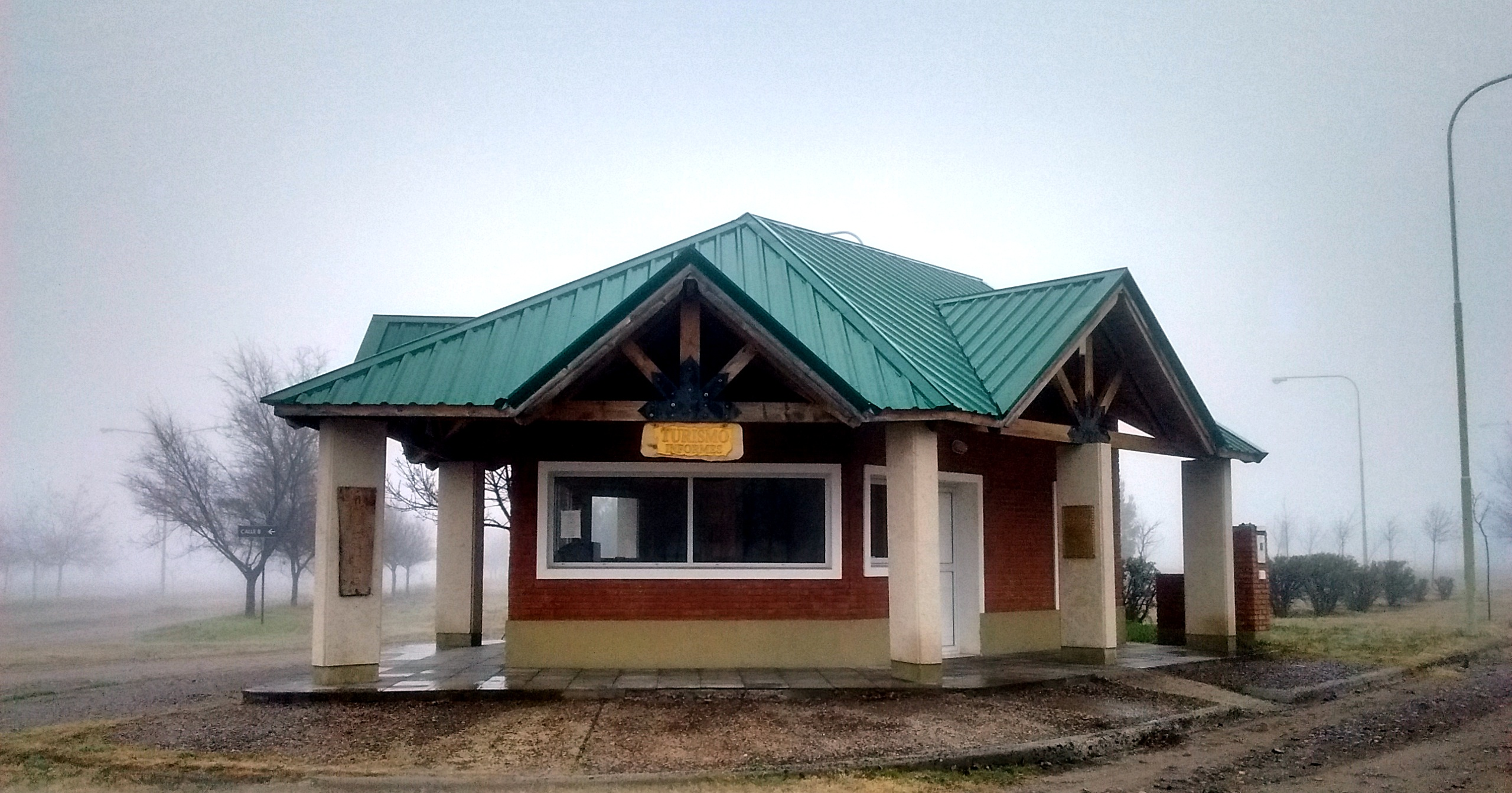
Bureau d'information touristique de la localité.
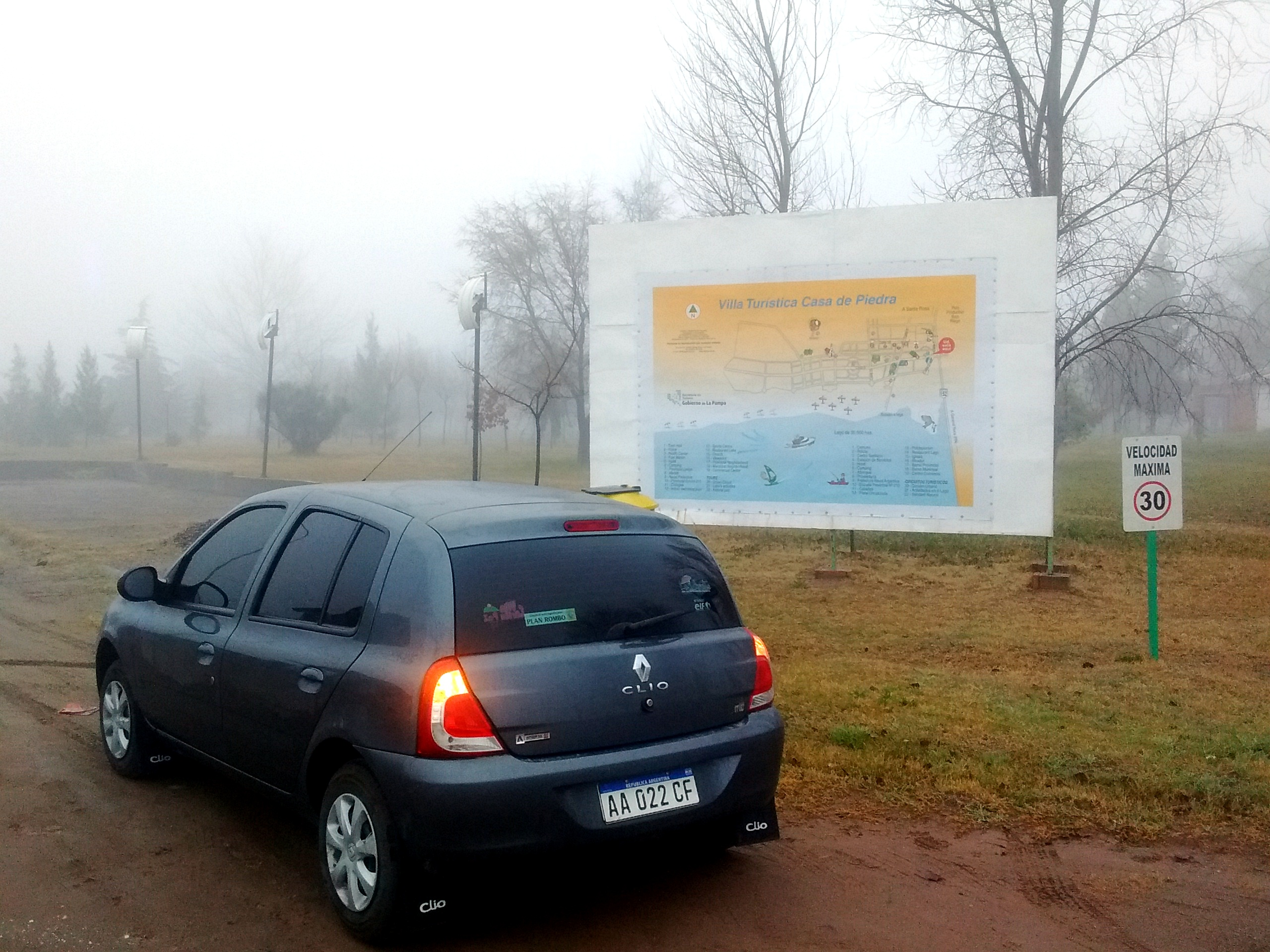
Information touristique sur les services de la localité.
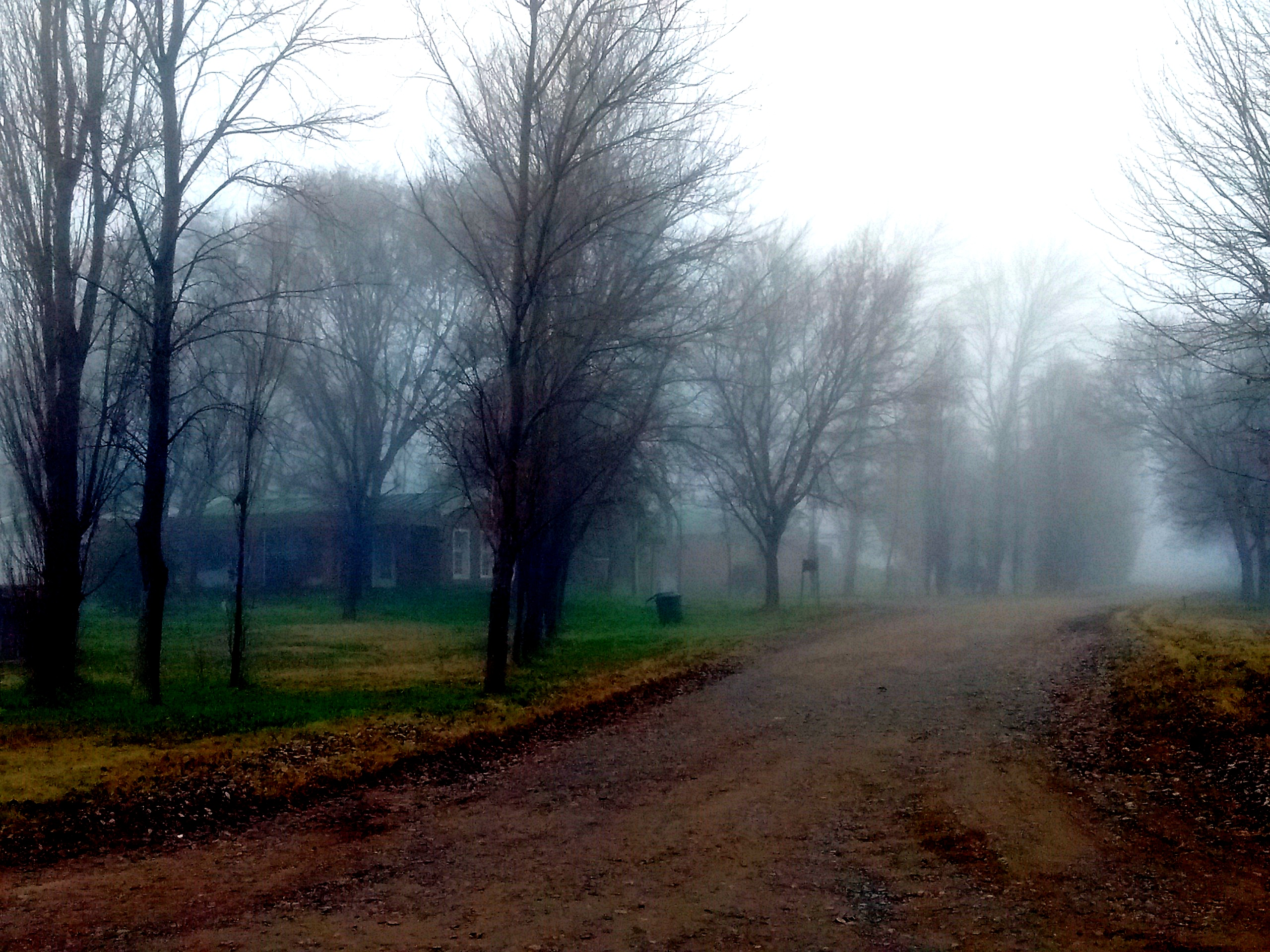
Habitation à Casa de Piedra.